# ابن الامین
ابراهیم بن یحیی بن ابراهیم قُرطَبی شهرت‌یافته به ابنَ الامین و کُنیه‌گرفته به ابواسحاق (۱۰۹۶–۱۱۴۹ م) تاریخ‌نگار عرب اندلسی در سده دوازدهم میلادی/ ششم هجری بود. خاستگاهش تولدو بود. الإعلام بالخیرة الأعلام من أصحاب النبی علیه السلام اثر برجستهٔ اوست که به سیاق نگارش ابن عبدالبر است. در درگیری‌های بازپس‌گیری آندلس از سوی فرمانروایان کاتولیک دستگیر شد و خاستند او را به مرگ محکوم کنند، اما گریخت و ساکن لبله شد. همان‌جا درگذشت.